# FIMCAP
FIMCAP är den internationella paraplyorganisationen för nationella katolska ungdomsorganisationer. Namnet FIMCAP kommer från den franska titeln Fédération Internationale des Mouvements Catholiques d'Action Paroissale. För närvarande (2022) har FIMCAP mer än 30 medlemsorganisationer i 28 länder på fyra kontinenter.